# 이바니 블롱댕
이바니 블롱댕(프랑스어: Ivanie Blondin, 1990년 4월 2일~)은 캐나다의 스피드스케이팅 선수이다. 주로 매스스타트 종목과 단체 추월 종목에 출전하고 있으며 올림픽에 3회 참가했다. 2022년 동계 올림픽에서 여자 단체 추월 금메달, 여자 매스스타트 은메달을 획득했으며 세계 종목별 선수권 대회에서 금메달 5개를 획득했다.

## 개인사
2020년 헝가리의 스피드스케이팅 선수인 너지 콘라드와 결혼했다.